# Hamburg-Schnelsen
Schnelsen ist ein Stadtteil im Bezirk Eimsbüttel der Freien und Hansestadt Hamburg.

## Geografie

### Geografische Lage
Der Stadtteil liegt an der nordwestlichen Grenze der Hansestadt – nordwestlich des Stadtteils Niendorf und nördlich des Stadtteils Eidelstedt im Bezirk Eimsbüttel. Im Süden des Stadtteils befindet sich das Quartier Spanische Furt. Im Nordwesten des Stadtteils befindet sich das  Quartier Burgwedel, an dieses grenzen der Kreis Pinneberg, der zu Schleswig-Holstein gehört, mit den Gemeinden Bönningstedt (nördlich), Ellerbek (nordwestlich), Rellingen und Norderstedt (nordöstlich) im Kreis Segeberg.

## Geschichte

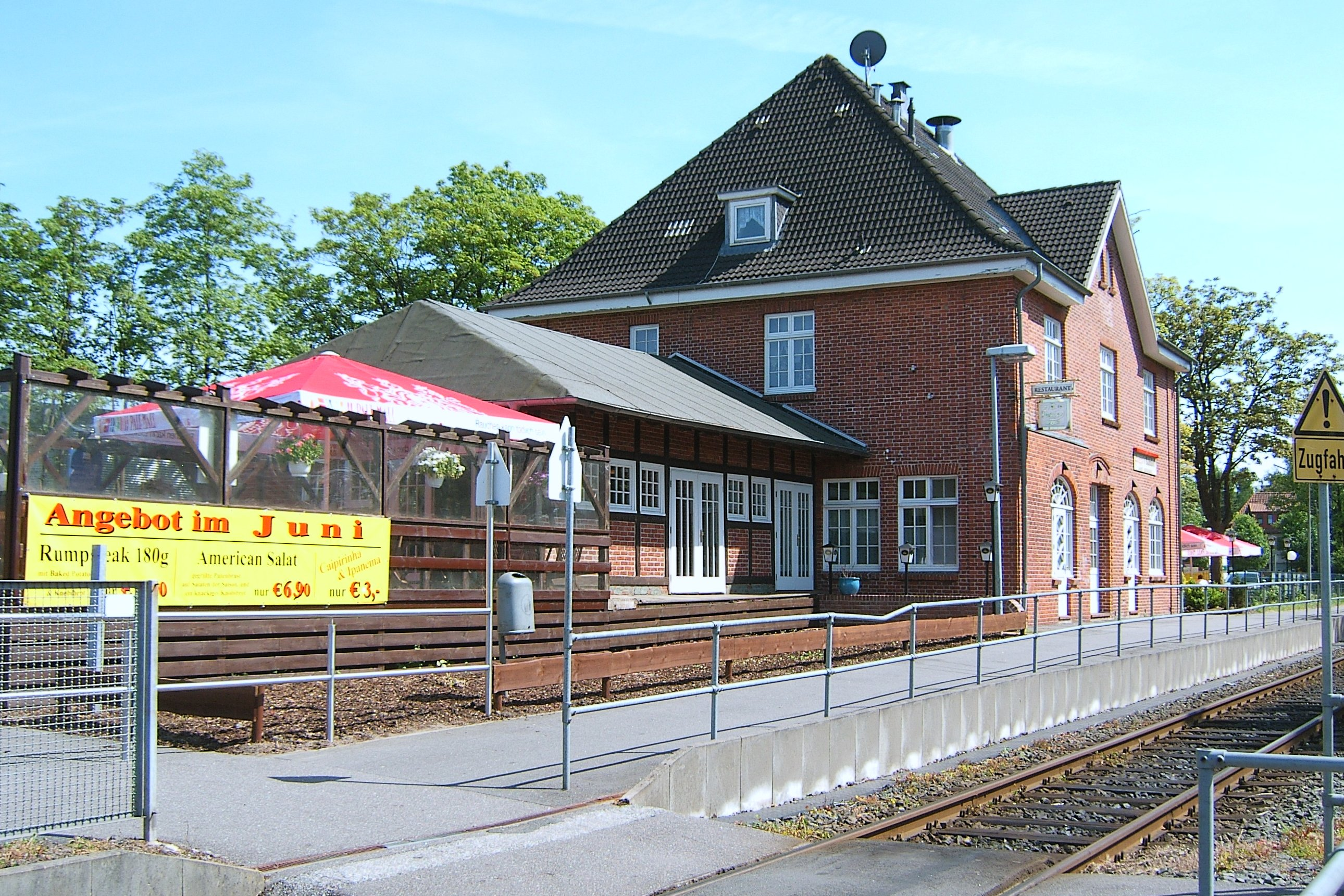
Ehemaliges AKN-Bahnhofsgebäude Schnelsen

Schnelsen ist – wie Funde aus vorhistorischer Zeit beweisen – auf eine sehr alte Siedlung zurückzuführen. Einer der bedeutendsten archäologischen Funde aus Schnelsen ist das 1952 entdeckte spätsächsische Reitergrab von Schnelsen. Auch der Name, vormals Snelsingh, verweist auf diese frühe Gründung durch einen Mann names Snel. Urkundlich lässt es sich bis 1253 zurückverfolgen, 1347 wird es als Sneltzen im Einkünfteverzeichnis der Kirche in Eppendorf aufgeführt. Es war lange Zeit eine kleine bäuerliche Siedlung mit wenigen Höfen. Im ausgehenden 19. Jahrhundert setzte dann, bedingt durch eine verbesserte Verkehrsanbindung und die Nähe zur Hansestadt Hamburg, ein stärkerer Zuzug von Familien ein, die in der Hansestadt arbeiteten.
Von 1912 bis 1978 gab es sogar eine Anbindung an die damalige Hamburger Straßenbahn. Schnelsen gehörte bis 1937 zum Kreis Pinneberg und war damit Teil der Provinz Schleswig-Holstein im ehemaligen Preußen. Mit dem Groß-Hamburg-Gesetz vom 1. April 1937 wurde es in Hamburg eingemeindet. 1949 wurde in Schnelsen der Otto-Versand von seinem Namensgeber Werner Otto gegründet. Im gleichen Jahr wurde mit der Adventskirche die erste Kirche des Stadtteils errichtet.
Burgwedel sowie die Süntelstraße entstanden in den 1990er Jahren als Neubaugebiete, die zirka 6000 Einwohner in Schnelsen aufnahmen. Die Straßen Burgwedels sind den 20 Kindern gewidmet, die während eines der schrecklichsten Endphaseverbrechen von den Nazis in der ehemaligen Schule am Bullenhuser Damm ermordet wurden. Zum Jahrestag der Ermordung gibt es Gedenkveranstaltungen nicht nur am Ort des Verbrechens, sondern auch am Roman-Zeller-Platz in Schnelsen/Burgwedel, die von den benachbarten Grundschulen gestaltet werden.

## Statistik
(Quelle: )
- Anteil der unter 18-Jährigen: 19,3 % [Hamburger Durchschnitt: 16,8 % (2023)]
- Anteil der über 64-Jährigen: 19,8 % [Hamburger Durchschnitt: 17,8 % (2023)]
- Ausländeranteil: 18,7 % [Hamburger Durchschnitt: 20,7 % (2023)]
- Arbeitslosenquote: 5,9 % [Hamburger Durchschnitt: 6,2 % (2023)]

Das durchschnittliche Einkommen je Steuerpflichtigen beträgt in Schnelsen 44.964 Euro jährlich (2020), der Hamburger Gesamtdurchschnitt liegt bei 48.035 Euro.

## Politik
Für die Wahl zur Hamburgischen Bürgerschaft gehört Schnelsen zum Wahlkreis Lokstedt – Niendorf – Schnelsen.
| Bürgerschaftswahl | SPD    | CDU    | Grüne 1) | AfD    | Linke 2) | FDP    | Übrige    |
| ----------------- | ------ | ------ | -------- | ------ | -------- | ------ | --------- |
| 2025              | 39,9 % | 23,0 % | 14,7 %   | 07,5 % | 06,9 %   | 01,9 % | 06,1 %    |
| 2020              | 46,3 % | 11,1 % | 21,1 %   | 05,8 % | 06,0 %   | 04,3 % | 05,4 %    |
| 2015              | 53,7 % | 15,1 % | 09,5 %   | 06,0 % | 05,4 %   | 07,2 % | 03,2 %    |
| 2011              | 53,0 % | 21,5 % | 08,8 %   | –      | 04,5 %   | 07,3 % | 04,9 %    |
| 2008              | 33,0 % | 46,2 % | 07,8 %   | –      | 05,3 %   | 05,2 % | 02,1 %    |
| 2004              | 30,9 % | 50,6 % | 08,9 %   | –      | –        | 03,3 % | 06,3 %    |
| 2001              | 37,0 % | 27,7 % | 06,4 %   | –      | 00,2 %   | 05,3 % | 23,4 % 3) |

Bei Bezirksversammlungswahlen gehört der Stadtteil zum gleichnamigen Wahlkreis Schnelsen. Bei Bundestagswahlen zählt Schnelsen zum Bundestagswahlkreis Hamburg-Eimsbüttel.

## Kultur und Sehenswürdigkeiten

### Religion

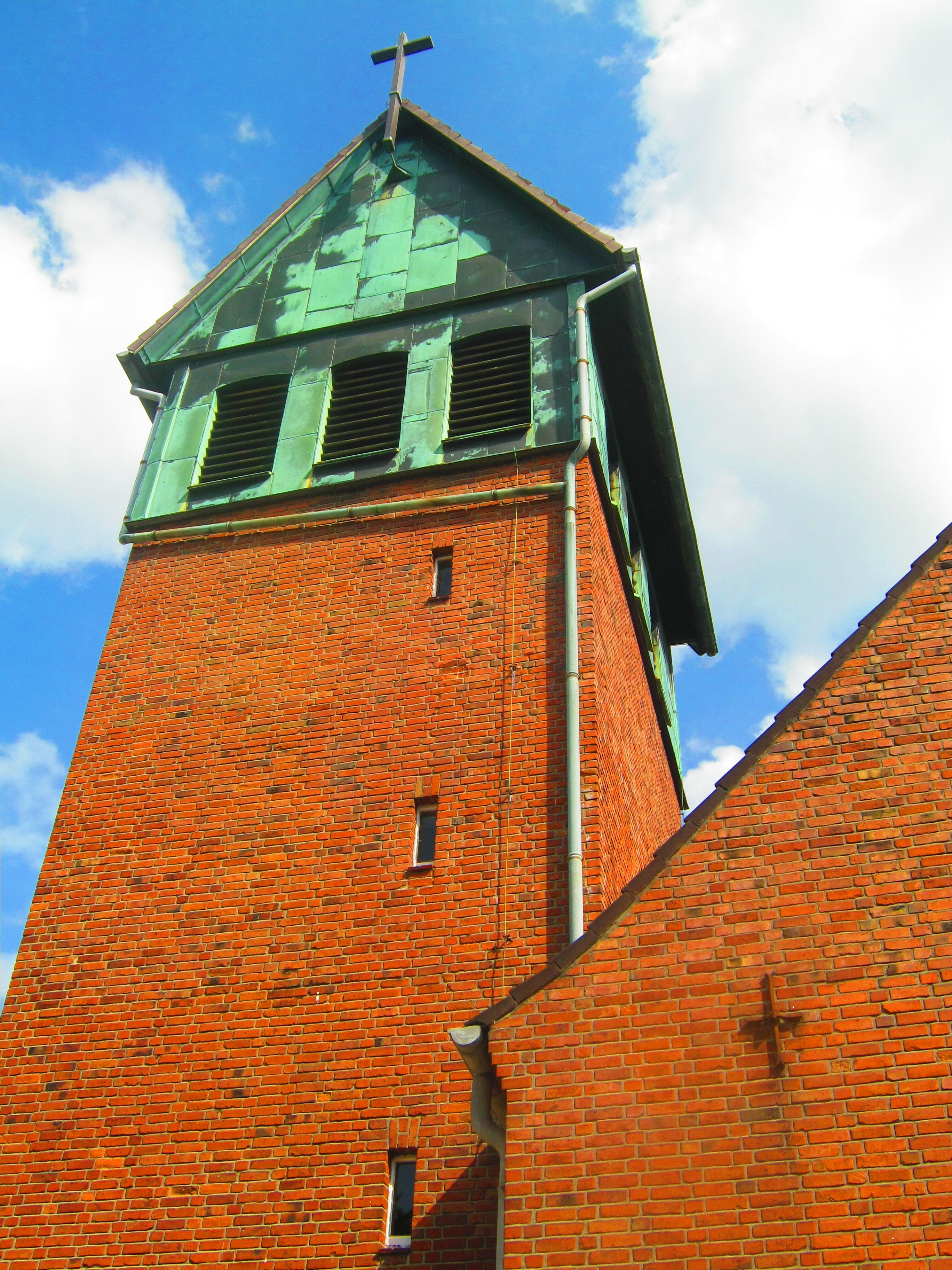
Adventskirche

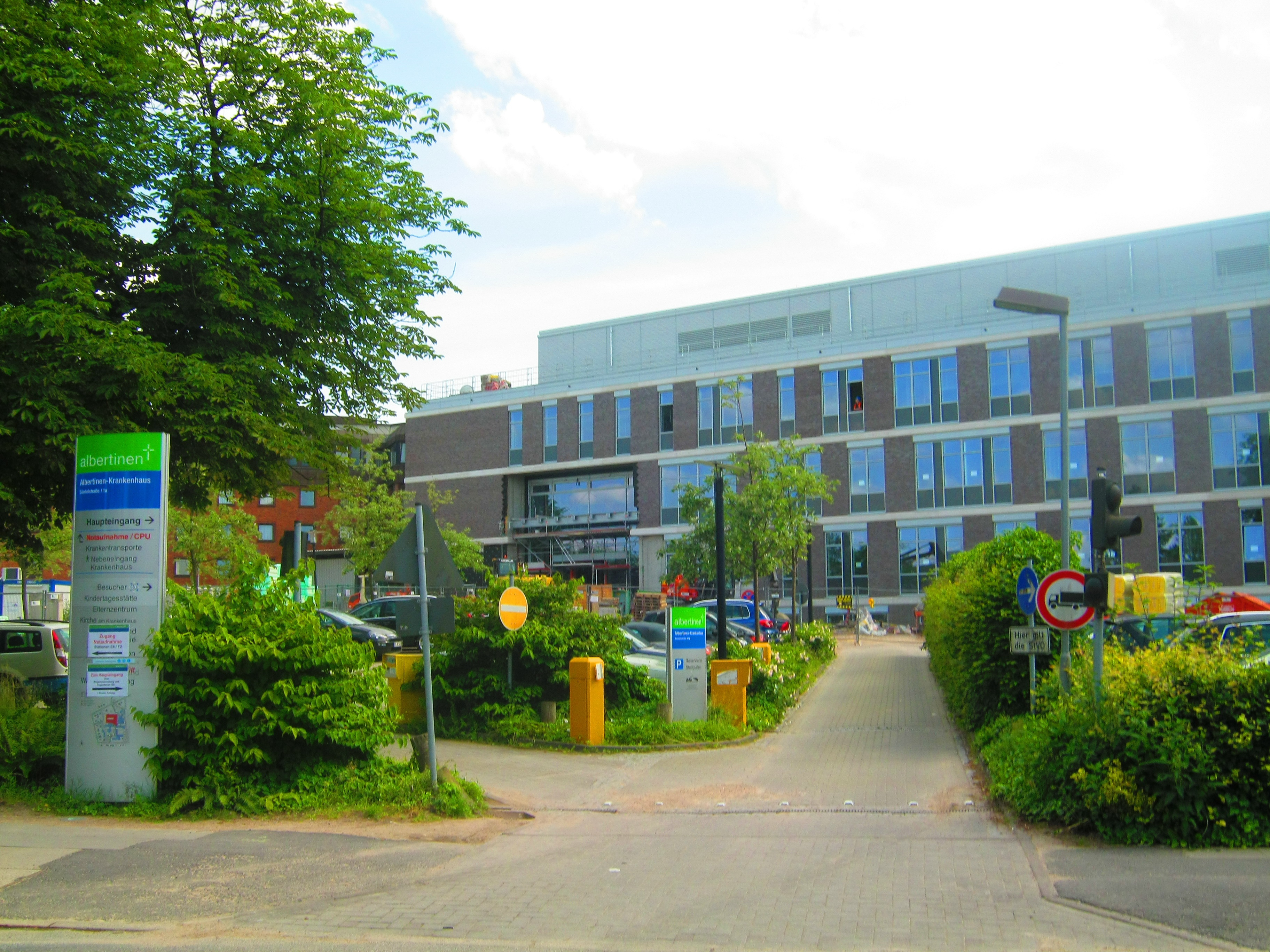
Albertinen-Krankenhaus

In Schnelsen steht die im Jahre 1994 eingeweihte Bait-Ul-Rasheed Moschee. Im Jahr 2012 wurde diese um das Haus des Gerechten erweitert, eine ehemalige Fabrikhalle für Metallverarbeitung die mit Gebetsräumen, Büroeinheiten, einer Bibliothek und zwei 14 Meter hohen Minaretten umgebaut wurde. Die Minarette wurden von Mirza Masroor Ahmad, Oberhaupt der Ahmadiyya Muslim Jamaat, im Dezember 2012 offiziell eingeweiht. Am Kriegerdankweg befindet sich die Adventskirche der Ev.-Luth. Kirchengemeinde Schnelsen.
Die Kirche am Albertinen-Krankenhaus der Evangelisch-Freikirchlichen Gemeinde (EFG) befindet sich in der Hogenfelder Straße.

### Sport
Von 1987/88 bis zur Saison 1989/90 spielte der Verein TuS Germania Schnelsen drei Jahre lang in der Tischtennis-Bundesliga. Der Schachverein Königsspringer Hamburg Schachclub von 1984 e. V. (KSH) besitzt seit 2002 ein Clubheim in Schnelsen. Die erste Mannschaft  spielte 2001 in der Bundesliga. Die erste Jugendmannschaft  spielte bis zur Saison 2016/2017 durchgehend in der höchsten deutschen Spielklasse, der Jugendbundesliga Nord.

### Parks
Der Wassermannpark befindet sich im nördlichen Teil Schnelsens. Der vergleichsweise neue Park wurde 1995 fertiggestellt. Er dehnt sich auf 28 ha aus und besitzt neben vielen Wasserflächen auch Radwege, Picknickflächen, zwei Spielplätze und eine Hundeauslaufwiese. Namenspatin ist, wie bei den meisten Straßen der benachbarten Siedlung Burgwedel, ein Kind, das Opfer des Bullenhuser-Damm-Massakers wurde. Zudem gibt es in unmittelbarer Nähe zur Adventskirche einen Grünzug zwischen Von-Herslo-Weg und Kriegerdankweg in dem sich ein Spielplatz und das Friedensdenkmal befinden.

## Wirtschaft und Infrastruktur

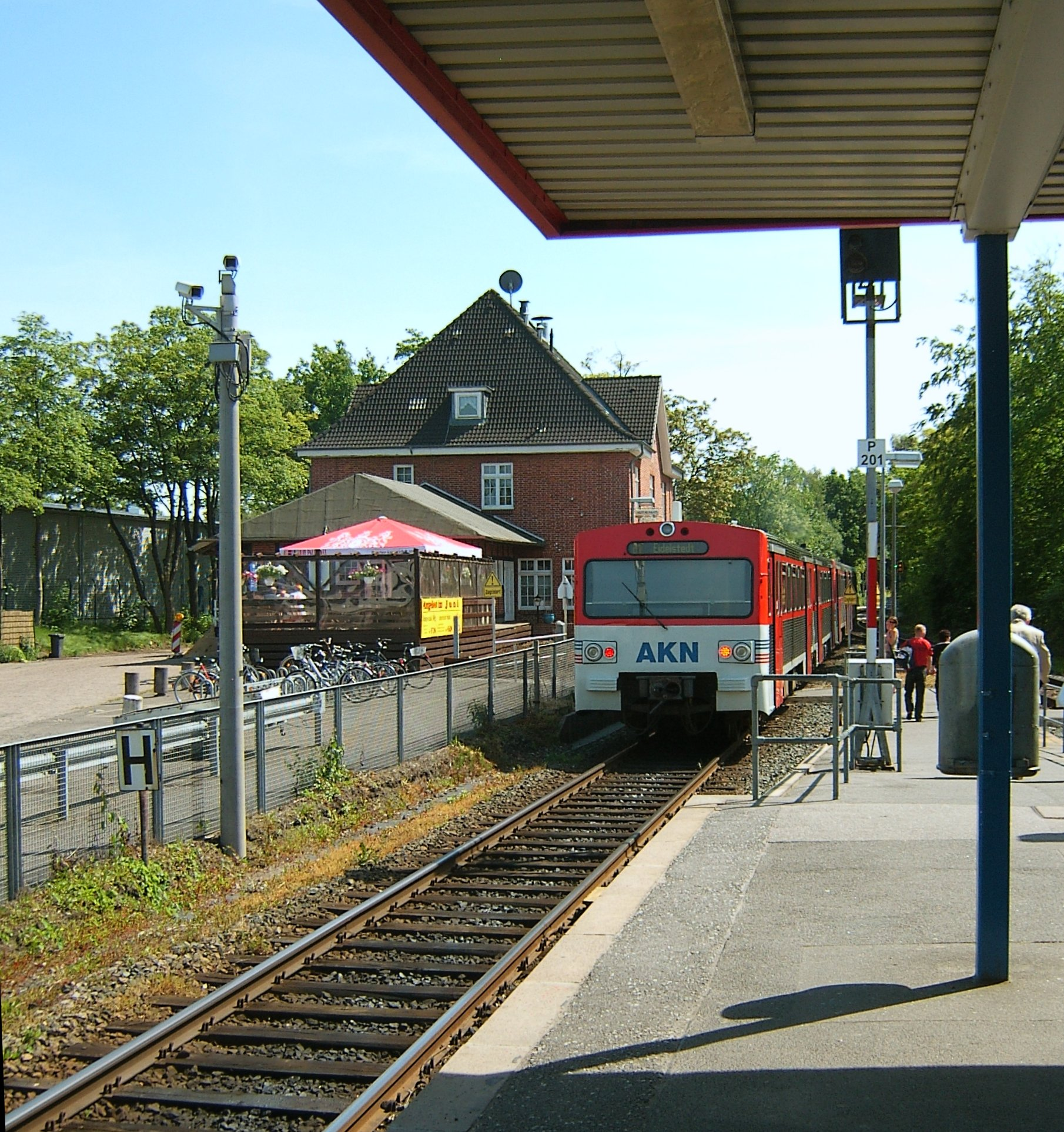
Bahnhof Schnelsen der AKN

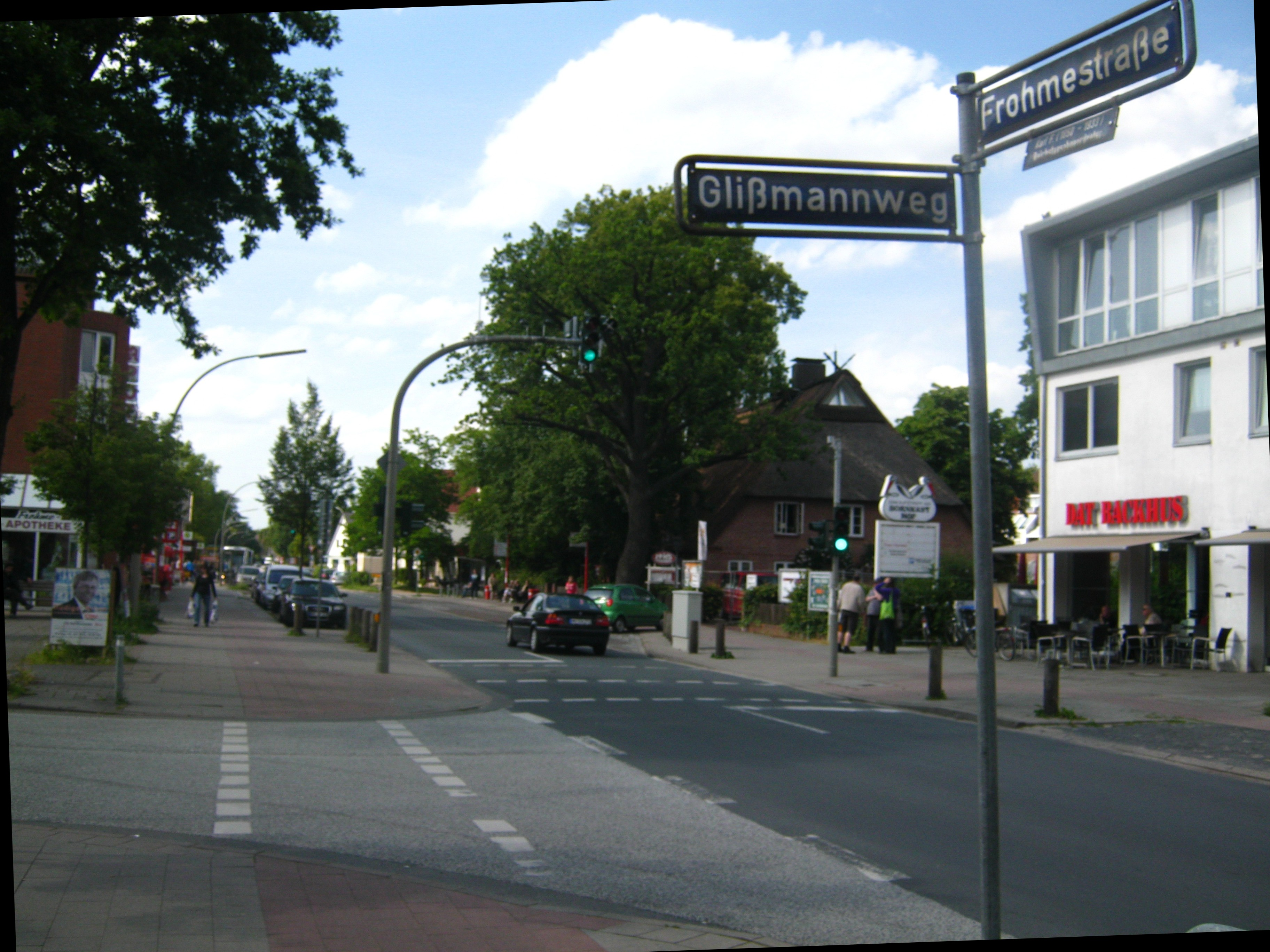
Frohmestraße

### Verkehr
Durch Schnelsen verläuft die Bundesautobahn 7 mit den Anschlussstellen Schnelsen und Schnelsen-Nord sowie die Bundesstraßen 4 und 447.
Die Linie A 1 der AKN (Eidelstedt – Neumünster) bedient im Stadtteil die Haltestellen Schnelsen und Burgwedel. Im Zuge des seit Januar 2023 laufenden Ausbaus der Strecke der AKN für den Betrieb durch die S-Bahn wird im Süden des Stadtteils auf Höhe der Halstenbeker Straße der zusätzliche Haltepunkt Schnelsen Süd eingerichtet. Die Eröffnung der Strecke ist für frühestens Mitte 2028 avisiert und wird dann mit der Linie S5 ganztägig eine umsteigefreie Schnellbahnanbindung an die Hamburger Innenstadt herstellen. Zuvor war von einer Fertigstellung Mitte 2025 ausgegangen worden.
Hauptartikel: Bahnhof Hamburg-Schnelsen
Folgende Buslinien im Hamburger Verkehrsverbund (HVV) verkehren in bzw. durch Schnelsen:
- 5 A Burgwedel (A1) – Schnelsen – U Niendorf Markt (U2) – Lokstedt – U Hoheluftbrücke (U3) – Universität/Staatsbibliothek – Bf. Dammtor – Hauptbahnhof
- 21 U Niendorf Nord (U2) – Schnelsen – S Elbgaustraße (S3, S5) – Lurup – Schenefeld – Osdorf – S Klein Flottbek (S1) – Teufelsbrück (Fähre) (64)
- 183 Schnelsen (Kalvslohtwiete) – Eidelstedt – Stellingen – Langenfelde –  S Holstenstraße (S2, S5) – Bf. Altona (S-Bahn, Regional- und Fernverkehr)
- 184 S Halstenbek (S3) – Schnelsen-West – S Elbgaustraße (S3, S5) – Lurup – Schenefeld
- 191 Schnelsen – U Niendorf Markt (U2) – Krohnstiegtunnel – U Garstedt (U1)
- 195 Bahnhof Pinneberg (S3, Regionalverkehr) – Rellingen – Ellerbek – Schnelsen (A1) – U Niendorf Nord (U2) (– Pommernweg)
- 284 U Niendorf Nord (U2) – IKEA – Schnelsen – S Eidelstedt (S3, S5) – Lurup – Bahrenfeld – S Othmarschen (S1) – AK Altona
- X95 Bahnhof Pinneberg (S3, Regionalverkehr) – Rellingen – Ellerbek – Schnelsen (A1) – U Niendorf Nord (U2) – S Hamburg Airport (S1)
- 603 (Nachtbus) Schnelsen – A Burgwedel – S Elbgaustraße – U Schlump – Bf.Dammtor – Rathausmarkt